# Świadkowie Jehowy w Malawi
Świadkowie Jehowy w Malawi – społeczność wyznaniowa w Malawi, należąca do ogólnoświatowej wspólnoty Świadków Jehowy, licząca w 2023 roku 109 108 głosicieli, należących do 1882 zborów. Na dorocznej uroczystości Wieczerzy Pańskiej w 2023 roku zgromadziły się 353 572 osoby (około 2% mieszkańców kraju). Jedna z 27 wspólnot Świadków Jehowy na świecie, których liczebność przekracza 100 000 głosicieli. Działalność miejscowych głosicieli koordynuje Biuro Oddziału w Lilongwe. W ośmiu miastach (Balaka, Blantyre, Dedza, Nkhotakota, Nsanje, Monkey Bay, Rumphi, Thyolo) znajdują się Sale Zgromadzeń.

## Historia

### Początki
W 1908 roku Elliott Kamwana wysłany z Afryki Południowej przez Josepha Bootha rozpoczął kampanię publicznej działalności kaznodziejskiej w Niasie (obecne Malawi). Jednym z pierwszych malawijskich Badaczy Pisma Świętego został McCoffie Nguluh. Jeszcze przed rokiem 1910 Towarzystwo Strażnica odcięło się zarówno od J. Bootha, jak i E. Kamwany, którzy głosili własne poglądy w znacznej mierze niezgodne z publikacjami Towarzystwa. W roku 1910 Kamwana został przez władze kolonialne deportowany na Seszele. W tym czasie miejscowych Badaczy Pisma Świętego mylnie utożsamiano z ruchami Kitawala (Ruchami Strażnicy), które działały pod wpływem E. Kamwany. Ruchy te bezprawnie korzystały z nazwy Watch Tower należącej do Towarzystwa Strażnica i jej publikacji, co stwarzało problemy niewielkiej grupie wyznawców.
W związku z zaistniałą sytuacją do Niasy został skierowany William W. Johnston z Glasgow, nadzorujący działalność południowoafrykańskiego biura Towarzystwa Strażnica. Wśród osób, do których za sprawą Kitawali trafiły publikacje biblijne, odszukał niewielką grupę osób zainteresowanych wierzeniami Badaczy Pisma Świętego i wyszkolił ich do prowadzenia działalności, po czym powrócił do Afryki Południowej.
W 1925 roku wznowiono działalność w Niasie. Przez 15 miesięcy w zborach na terenie całego kraju wygłaszał wykłady John Hudson i zachęcał do utrzymywania stałego kontaktu z Towarzystwem Strażnica poprzez biuro w Afryce Południowej. Wizyta ta pobudziła do działalności McCoffiego Nguluha i Juniora Phiriego, a Gresham Kwazizirah ochrzczony w 1925 roku działał gorliwie w Mozambiku, a potem w Malawi, zakładając wiele zborów. John Hudson zwrócił też uwagę na Richarda Kalindego, któremu przed swoim wyjazdem powierzył nadzór nad działalnością w Niasie, dopóki nie zostanie przydzielony ktoś inny. Niektórzy jednak odrzucili wskazówki Hudsona i założyli własne „Ruchy Strażnicy”.
W roku 1933 uzyskano od Gubernatora pozwolenie na pobyt w Niasie stałego przedstawiciela Towarzystwa Strażnica. W maju 1934 roku pod nadzorem biura w Afryce Południowej w miejscowości Zomba utworzono skład literatury oraz biuro. Nadzór nad działalnością powierzono Bertowi McLuckie (zm. 1995), a Richard Kalinde został jego bliskim współpracownikiem często służąc jako tłumacz. Pierwszym problem, jakim zajął się McLuckie, było wyjaśnianie władzom, że miejscowe „Ruchy Strażnicy” nie mają nic wspólnego z Towarzystwem Strażnica. Przeprowadził też wizyty w zborach pomagając niektórym zerwać z „Ruchami Strażnicy”. W tym samym roku po raz pierwszy złożono sprawozdanie ze służby, a średnia liczba głosicieli wyniosła 28 osób.
Po roku działalności Bert McLuckie został wezwany z powrotem do południowoafrykańskiego biura i przez 60 lat usługiwał w różnych krajach na południu Afryki, a w Malawi zastąpił go rodzony brat Bill McLuckie (ur. 1907). Pozostał on członkiem Komitetu Oddziału w Malawi do roku 1972, gdy został deportowany z kraju, zaś Gresham Kwazizirah (zm. 1978) usługiwał jako nadzorca podróżujący, odwiedzając zbory na północy kraju. Liczba głosicieli stale rosła i w 1943 roku każdego miesiąca działało przeciętnie 2464 głosicieli należących do 144 zborów.

### Rozwój działalności
W 1944 roku nastąpił znaczny rozwój działalności spowodowany publikacjami zwracającymi uwagę na termin „Nowy Świat”, którym posługiwali się Świadkowie Jehowy. W roku 1946 liczba głosicieli przekroczyła 3000, a w kraju doszło do przebudzenia wywołanego biblijnymi obietnicami raju. Choć już wcześniej władze wydały zakaz sprowadzania publikacji biblijnych Towarzystwa Strażnica poruszającego ten temat, w kraju znajdował się już spory zapas tych publikacji. Szerokie zainteresowanie wywołało sprzeciw ze strony duchowieństwa, które nakłaniało naczelników wsi do nieudzielania zgody na zebrania publiczne organizowane przez Świadków Jehowy. Mimo to wielu naczelników wsi chętnie przyjmowało, a nawet zapraszało Świadków Jehowy.
W styczniu 1948 roku do Niasy przybyli Nathan H. Knorr i Milton G. Henschel. Była to pierwsza wizyta przedstawicieli Biura Głównego w kraju, a z tej okazji w ratuszu w Blantyre urządzono spotkanie dla miejscowych Europejczyków i Hindusów. Następnego dnia zorganizowano wykład publiczny, którego wysłuchało ponad 6000 osób. Tłumaczem na język czewa był Bill McLuckie. W tym samym roku liczba głosicieli przekroczyła 5600 osób.
Magazyn publikacji przeniesiono z Zomby do Blantyre. 1 września 1948 roku otwarto Biuro Oddziału, a do tego czasu nadzór nad działalnością w Niasie sprawowało Biuro Oddziału w Afryce Południowej. Sługą oddziału został Bill McLuckie. Rozpoczęto pracę w obwodach, dwa razy w roku organizowano zgromadzenia obwodowe, a Gresham Kwazizirah został pierwszym nadzorcą okręgu. W 1949 roku przybyli Peter Bridle i Fred Smedley, pierwsi misjonarze absolwenci Szkoły Gilead. Wkrótce do kraju przybywali kolejni misjonarze. Prowadzono też działalność wśród Europejczyków mieszkających w Zombie i Blantyre, a kilka osób zostało ochrzczonych.
W 1956 roku zakupiono nieruchomość w Blantyre, zaprojektowano nowe pomieszczenia biurowe oraz mieszkalne, specjalnie dostosowane do potrzeb Biura Oddziału. Obiekt ten oddano do użytku w maju 1958 roku. W 1963 roku po raz drugi odwiedził Malawi Milton Henschel i przemawiał do blisko 10 tysięcy obecnych na kongresie w pobliżu Blantyre. O zgromadzeniu poinformowała miejscowa prasa.

### Brutalne prześladowania i zakaz działalności

#### Pierwsza fala przemocy
Na początku lat. 60 XX wieku w Niasie zaczęły narastać nastroje nacjonalistyczne. Według umowy z Wielką Brytanią w połowie 1964 roku kraj miał uzyskać pełną niepodległość. Premierem mianowano dra Bandę. Przed wyborami rząd postanowił, by w dniach od 30 grudnia 1963 roku do 19 stycznia roku 1964 przeprowadzić nieobowiązkową rejestrację wyborców, w której ze względu na neutralność polityczną nie uczestniczyli malawijscy Świadkowie Jehowy. Spotkało się to z brutalnymi prześladowaniami, „siła została przeciwstawiona wierze”. Świadków brutalnie próbowano zmuszać do zmiany decyzji i wykupienia legitymacji partyjnej Malawi Congress Party Membership Card w odróżnieniu od istniejących już wówczas dowodów osobistych (ang. Identity document). Spalono lub zburzono ponad 100 Sal Królestwa oraz ponad 1000 domów Świadków Jehowy. Podpalono setki pól i magazynów z żywnością należących do członków wyznania. W obawie o swe życie niektórzy uciekli do sąsiedniego Mozambiku. Wielu brutalnie pobito, niektórzy w wyniku obrażeń zmarli.
30 stycznia 1964 roku na audiencji u premiera Bandy przedstawiciel Biura Oddziału Jack Johansson rozmawiał o brutalnych prześladowaniach wobec Świadków Jehowy z premierem, który wydawał się być zadowolony otrzymanymi wyjaśnieniami. Jednak cztery dni później doszło do kolejnych ataków, a Elaton Mwachande został brutalnie zamordowany. Telegraficznie umówiono kolejną rozmowę, która odbyła się 11 lutego. Premierowi towarzyszyło dwóch ministrów, a Świadków Jehowy reprezentowali Jack Johansson, Harold Guy i Alexander Mafambana. Świadkom zarzucono, że sami sprowokowali ataki oraz obarczono ich winą za niestabilną sytuację w kraju. Później opinii tej nie podzielił jednak malawijski sąd zajmujący się sprawą zabójstwa Elaton Mwachande. W lipcu 1964 roku Niasa uzyskała niepodległość i zmieniła nazwę na Malawi. Prześladowania ustały, ale kosztowały jednak życie ośmiu głosicieli.
Pod koniec 1964 roku nastał krótki okres względnego spokoju. Niezachwianą postawą Świadków Jehowy zainteresowali się nawet niektórzy ich wcześniejsi zaciekli przeciwnicy. Na początku 1966 roku w związku z wystosowaniem prośby o wydanie zgodny na przyjazd kolejnych misjonarzy doszło do spotkania sługi oddziału Malcolma Vigo z doktorem Bandą, podczas którego kolejny raz zapewniono premiera o neutralności Świadków Jehowy wobec polityki kraju. W roku 1967 liczba głosicieli osiągnęła liczbę 18 519 osób. Do kraju przybyli kolejni misjonarze.

#### Druga fala przemocy
W kwietniu 1967 roku prezydent Banda oskarżył Świadków Jehowy o prowokowanie funkcjonariuszy partyjnych i członków politycznych organizacji młodzieżowych. Funkcjonariusze partyjni wciąż traktowali odmowę „dobrowolnego” kupna legitymacji partyjnych jako zniewagę. Rozpoczęła się kolejna fala brutalnych prześladowań. We wrześniu 1967 roku na dorocznym zjeździe rządzącej Partii Kongresu Malawi, przyjęto rezolucję o delegalizacji Świadków Jehowy. Dekret wprowadzający zakaz działalności wspólnoty, składającej się z 18 519 osób, zaczął obowiązywać 20 października 1967 roku. Jeszcze przed jego ogłoszeniem organizowano spotkania, na których przekazywano wskazówki i zachęty dotyczące organizowania zebrań, literatury, korespondencji i działalności głoszenia. Na krótko przed delegalizacją literaturę rozesłano do 405 zborów działających na terenie całego kraju.
Pod eskortą deportowano ośmioro misjonarzy pozostających w Malawi. W okolicach Lilongwe około 3000 głosicieli przetrzymywano w obozach. Działalność w kraju nadzorował Alexander Mafambana, a nadzór przejęło Biuro Oddziału w Rodezji (dzisiejszym Zimbabwe). W kolejnych latach nadzorcy podróżujący odwiedzali Biuro Oddziału w Rodezji oraz uczestniczyli w zgromadzeniach okręgowych i kursach, przekazując ich program głosicielom w Malawi.
Gdy informacja o delegalizacji została podana do opinii publicznej, doszło do kolejnej fali brutalnych prześladowań, którą rozpętali funkcjonariusze partyjni oraz członkowie Młodych Pionierów i Ligi Młodzieży. Ponieważ Świadków Jehowy właściwie wyjęto spod prawa, niszczono Sale Królestwa, domy prywatne i należące do nich przedsiębiorstwa. Niektórzy bezkarnie grabili cały majątek poszczególnych głosicieli. Zaczęły docierać informacje o pobiciach i okaleczeniach. Wyjątkowo brutalnie potraktowano wiele kobiet. Ponad tysiąc z nich zgwałcono. Ofiarami gwałtów padały osoby stare, jak i młode, a także kobiety ciężarne co w niektórych wypadkach doprowadziło do poronień. W tej sytuacji większość głosicieli uciekła do sąsiedniego Mozambiku. Do listopada 1967 roku fala prześladowań pochłonęła co najmniej kolejne pięć ofiar.
W „Strażnicy” i „Przebudźcie się!” z lutego 1968 roku podano obszerne informacje o tych prześladowaniach. Z całego świata napływały głosy protestu. Do władz Malawi dotarło tysiące listów z wyrazami oburzenia, wzywającymi rząd do podjęcia działań aby powstrzymać akty okrucieństwa. Ostre protesty napływające z całego świata sprawiły, że prezydent Banda nakazał zaprzestać prześladowań. Fala brutalnych aktów przemocy zaczęła stopniowo opadać.
Przewodzący działalności Alexander Mafambana choć był obserwowany przez policję otrzymywał wskazówki z Biura Oddziału w Rodezji co pozwalało na stałe utrzymywanie kontaktu. W roku 1969 zmarł na raka. Zastąpił go Kenneth Chimbaza, lecz w roku 1971 zmarł na wylew krwi do mózgu. Gdy prześladowania zelżały podjęto głoszenie nieoficjalne. W 1972 roku zanotowano w Malawi 23 398 głosicieli, a kilka dalszych tysięcy przebywało w obozach dla uchodźców w Mozambiku. W Blantyre w domu Billa McLuckie nieoficjalnie zbierał się zbór angielski, a usługujący w rodezyjskim Biurze Oddziału Guido Otto przemycał publikacje biblijne do Malawi, każdorazowo zatrzymując się w hotelu prowadzonym przez swojego ojca przez co nie wzbudzał podejrzeń. Gdy w 1971 roku w domu Billa McLuckie znaleziono literaturę biblijną został on oskarżony i skazany na 7 lat więzienia, pozwolono mu jednak opuścić kraj w październiku 1972 roku, po 37 latach służby w Malawi.

#### Trzecia fala przemocy
W 1972 roku Partia Kongresu Malawi na swoim dorocznym zjeździe wezwała do zwolnienia z pracy wszystkich Świadków Jehowy co też przeprowadzono, a także skonfiskowano należące do nich firmy prywatne. Wezwano również do usunięcia Świadków Jehowy z każdej wioski w wyniku czego zniszczono tysiące domów i spalono pola należące do Świadków Jehowy, a w całym kraju grabiono ich mienie. Nie pozwalano im również korzystać z wiejskich studni. Niektórzy zostali zabici w trakcie napadów, które objęły cały kraj. Doszło też do przypadku spalenia żywcem Świadka Jehowy. Gdy kobiety odmawiały wykupywania legitymacji partyjnych były wielokrotnie gwałcone. W wyniku tej fali prześladowań tak wiele osób straciło życie, że pojawiła się realna groźba ludobójstwa.
W październiku 1972 roku rozpoczęła się masowa ucieczka Świadków Jehowy do Zambii. Uchodźców zgromadzono w obozie dla uchodźców Sinda Misale na granicy Malawi, Mozambiku i Zambii, gdzie panowały fatalne warunki sanitarne, sprzyjające szerzeniu się chorób. W krótkim czasie w obozie zmarło ponad 350 osób, w tym wiele dzieci. Świadkowie Jehowy z RPA zorganizowali pomoc materialną wysyłając do obozu namioty, ubrania oraz wszelkie artykuły pierwszej potrzeby. W grudniu zambijskie władze nakazały uchodźcom powrót do Malawi.
Po powrocie do Malawi ponownie spadły na nich prześladowania przez co podjęli ucieczkę tym razem do rządzonego jeszcze przez Portugalczyków Mozambiku, gdzie utworzono obozy dla uchodźców w Milange i Mlangeni. W obozach tych znalazło się około 34 tysiące osób. Zadbano w nich o czystość i porządek, a wzdłuż prowizorycznych uliczek pobudowano proste domy i zaczęto uprawiać poletka wokół obozów. Utworzono też komitet który dbał o podstawowe potrzeby materialne i duchowe uchodźców. Zaczęto też urządzać zebrania zborowe, wybudowano Sale Królestwa, a zbory podzielono na 5 obwodów. Mimo wszystko prześladowcy z Malawi od czasu do czasu urządzali wypady i atakowali Świadków Jehowy mieszkających w obozach, dlatego przedsięwzięto specjalne środki bezpieczeństwa.
W czerwcu 1975 roku Mozambik stał się niepodległym krajem. Również tam zapanowały nastroje nacjonalistyczne przez co tamtejsze władze zmusiły Świadków Jehowy do powrotu do Malawi. Często pozwolono im wrócić do rodzinnych wsi gdzie ponownie żądano od nich wykupienia legitymacji partyjnych. Odmowa kończyła się ponownym brutalnym maltretowaniem. Całe zbory zamknięto w miejscach odosobnienia przypominających obozy koncentracyjne. Do stycznia 1976 roku w więzieniach i obozach na terenie całego kraju znajdowało się ponad 5000 mężczyzn i kobiet.
Okrucieństwa te wywołały długą debatę w bońskim Bundestagu i w marcu 1976 roku minister Hans-Jürgen Wischnewski oświadczył: „Rząd federalny na podstawie doniesień o prześladowaniu Świadków Jehowy w Malawi polecił ambasadorowi, aby przedstawił rządowi Malawi opinię Niemiec”. Niektóre ugrupowania prezbiterian w innych krajach wyrzekły się jakichkolwiek powiązań organizacyjnych z prezbiterianami malawijskimi, którzy popierali te prześladowania. W tym też roku szczegółowe omówienie tych prześladowań przedstawiono również na Światowym Kongresie Wolności Religijnej w Amsterdamie. Aktorka Teresa Graves, w licznych wywiadach telewizyjnych, zwracała uwagę na te okrutne prześladowania.
Z czasem prześladowania zaczęły tracić na sile. Do obozów sporadycznie docierała przemycona literatura, którą przepisywano i przekazywano dalej. Urządzano nawet Wieczerzę Pańską. Do roku 1979 większość Świadków Jehowy wypuszczono na wolność. Wiele osób postronnych widząc ich postawę zaczęło się do nich przyłączać. Do kraju zaczęła docierać literatura biblijna przemycana z narażeniem wolności z przygranicznych składów z literaturą w Zambii, która przejęła nadzór nad działalnością w Malawi. Zebrania organizowano potajemnie, często w nocy.
Od 1987 roku zaczął regularnie odwiedzać Malawi jako „turysta” Edward Finch, członek zambijskiego Komitetu Oddziału. Organizowano też tajne spotkania z komitetem kraju, nadzorcami obwodu i okręgu oraz kurierami literatury biblijnej. W 1988 roku literaturę zaczęto dowozić również samochodami po nocach, w celu omijania blokad. Od kwietnia 1989 roku artykuły do „studium Strażnicy” drukowano w mniejszym formacie zwanym jako „miniczasopismo” dzięki czemu łatwiej można było je rozwozić i chować. Osoby przyłapane na transporcie literatury trafiały do więzień. Zamykano tam również osoby biorące udział w zebraniach. W tym czasie w więzieniach starano się organizować zebrania.

### Uchylenie zakazu
W 1992 roku międzynarodowa opinia publiczna coraz głośniej domagała się od władz Malawi przestrzegania praw człowieka. Gdy dr Banda ogłosił, że nie wolno nikogo zmuszać do wykupywania legitymacji partyjnej nacisk na Świadków Jehowy ustał. Zaczęto też bez przeszkód urządzać większość zebrań i zgromadzeń. 12 sierpnia 1993 roku, po blisko 26 latach prześladowań uchylono zakaz działalności Świadków Jehowy. Zanotowano liczbę 30 408 głosicieli. 15 listopada 1993 roku prawnie zarejestrowano działalność Świadków Jehowy w Malawi, w czym pomógł Edward Finch, członek zambijskiego Komitetu Oddziału. 25 lutego 1994 roku zniesiono zakaz rozpowszechniania literatury tego wyznania.
Wkrótce do Malawi skierowano Andrew Birda i Karla Offermanna oraz rodowitego Malawijczyka Bernarda Mazundę, absolwentów pierwszej klasy Kursu Usługiwania z Zambii, usługujących w charakterze nadzorcy obwodu. Zakupiono 12-hektarową działkę pod budowę nowego Biura Oddziału. 1 lutego 1995 roku do kraju powróciły dwa małżeństwa misjonarzy usługujących w Malawi przed zakazem: Anne i Keith Eatonowie oraz Linda i Jack Johanssonowie. W lutym 1995 roku Malawi w charakterze nadzorcy strefy odwiedził Malcolm Vigo, który w latach 60. był sługą oddziału w Malawi. W lipcu i sierpniu 1995 roku po raz pierwszy od 28 lat zorganizowano zgromadzenia okręgowe. Na dziewięciu kongresach przeprowadzonych pod hasłem „Rozradowani chwalcy Boga” obecnych było 77 tysięcy osób. 1 września tego samego roku otwarto ponownie Biuro Oddziału, w którym pracowała dziesięcioosobowa rodzina Betel. W 1998 roku w Komitecie Oddziału usługiwali: Lemon Kabwazi, Keith Eaton oraz Colin Carson.
20 marca 1997 roku władze zwróciły Towarzystwu Strażnica dawne obiekty Biura Oddziału skonfiskowane w 1967 roku. W czerwcu roku 1998 przekroczono liczbę 42 tysięcy głosicieli, a w kongresach pod hasłem „Wiara w Słowo Boże” uczestniczyło ponad 152 tysiące osób. 19 maja 2001 roku otwarto nowe Biuro Oddziału, a w uroczystości uczestniczył członek Ciała Kierowniczego Guy H. Pierce. W malawijskim Biurze Oddziału i w czterech Biurach Tłumaczeń literaturę biblijną tłumaczy się na języki: czewa, tonga (Malawi), tumbuka, yao i na malawijski język migowy. Literatura biblijna w języku czewa jest również dostępna pismem Braille’a.
Od 1998 do 2011 roku wzniesiono 1031 Sal Królestwa, a do roku 2015 ponad 1100, a przenośne zadaszenia są montowane w miejscach odbywających się kongresów.
W 2006 roku wydano Chrześcijańskie Pisma Greckie w Przekładzie Nowego Świata (Nowy Testament) w języku czewa, a w roku 2010 całe Pismo Święte w Przekładzie Nowego Świata w tym języku. W 2009 roku wydano Chrześcijańskie Pisma Greckie w Przekładzie Nowego Świata w języku tumbuka. W 2011 roku przekroczono liczbę 80 tysięcy głosicieli – 82 112. Na dorocznej uroczystości Wieczerzy Pańskiej obecnych było 279 581 osób (ok. 2% mieszkańców kraju). Zorganizowano pomoc dla mieszkańców obozu dla uchodźców Dzaleka. W 2014 roku zanotowano liczbę 91 921 głosicieli, a na dorocznej uroczystości Wieczerzy Pańskiej zebrało się 289 499 osób (ok. 1,7% mieszkańców kraju).
W roku 2015 specjalny program z okazji wizyty przedstawiciela Biura Głównego Świadków Jehowy transmitowano do 7 miejsc. Skorzystało z niego ponad 43 tysiące osób. W 2015 roku wydano Pismo Święte w Przekładzie Nowego Świata w języku tumbuka. Od roku 2017 wszystkie Sale Królestwa zostały zaopatrzone w urządzenia do odbioru kanału telewizji satelitarnej JW.
W 1997 roku rząd Malawi wystosował do Świadków Jehowy list, w którym oficjalnie zwolnił ich dzieci z obowiązkowego śpiewania hymnu państwowego podczas apeli szkolnych. W 2017 roku wystosowano list zachęcający pracowników oświaty do poszanowania wolności wyznania uczniów. Wiązało się to z pojedynczymi przypadkami wyrzucenia ze szkół uczniów odmawiających śpiewania hymnu. Pozwoliło to w maju 2017 roku (po odwołaniu się przedstawicieli Biura Oddziału do władz szkolnych) na powrót uczniów do szkół.
W 2017 roku wydano Chrześcijańskie Pisma Greckie w Przekładzie Nowego Świata (Nowy Testament) w języku tonga (Malawi). W sierpniu 2017 roku delegacja Świadków Jehowy z Malawi uczestniczyła w kongresie specjalnym pod hasłem „Nie poddawaj się!” w Antananarywie na Madagaskarze, we wrześniu 2018 roku w Maputo w Mozambiku w kongresie specjalnym pod hasłem „Bądź odważny!”, a we wrześniu 2019 roku w kongresie międzynarodowym pod hasłem „Miłość nigdy nie zawodzi!” w Johannesburgu.
W 2019 roku przekroczono liczbę 102 tysięcy głosicieli. W 2019 roku zorganizowano akcję niesienia pomocy dla poszkodowanych przez cyklon Idai. 7 kwietnia 2020 roku w związku z pandemią COVID-19 program uroczystości Pamiątki śmierci Jezusa Chrystusa nadały stacje radiowe i telewizyjne. Z powodu pandemii emisję programu zebrań zborowych transmitowano w lokalnych stacjach telewizyjnych i radiowych. Szacuje się, że z ich programu nadawanego w języku czewa i malawijskim migowym korzysta ogółem 10 milionów osób (w telewizji ogląda go 2 miliony ludzi, a w radiu słucha 8 milionów). Na niektórych obszarach Świadkowie Jehowy nie mają dostępu do internetu, nie mogą korzystać z aplikacji Zoom w czasie zebrań. Dlatego Biuro Oddziału w Malawi przesyła starszym we wszystkich zborach pocztą elektroniczną na telefon pliki wideo z nagraniami zebrań, które są przekazywane miejscowym głosicielom. W 2020 roku w związku z pandemią COVID-19 program kongresu regionalnego pod hasłem „Zawsze się radujcie!” był emitowany na jednym ogólnokrajowym kanale telewizyjnym i przez jedną ogólnokrajową rozgłośnię radiową.
28 czerwca 2020 roku Augustine Semo, członek Komitetu Oddziału w Malawi, ogłosił w nagranym wcześniej przemówieniu wydanie Pisma Świętego w Przekładzie Nowego Świata w języku tonga (Malawi). W związku z pandemią COVID-19 zorganizowano specjalne zebrania w trybie wideokonferencji. 8 sierpnia 2021 roku Mark Hutchinson, członek Komitetu Oddziału w Malawi, ogłosił w nagranym wcześniej przemówieniu wydanie Ewangelii Mateusza w malawijskim języku migowym. To pierwsza księga biblijna wydana w tym języku. W związku z pandemią COVID-19 zorganizowano specjalne zebrania w trybie wideokonferencji. Program był także nadawany w stacjach radiowych i telewizyjnych. Językiem tym posługuje się ponad 480 głosicieli działających w 26 zborach języka malawijskiego. Pierwszy zbór w tym języku powstał w Lilongwe w 2005 roku. W 2009 roku zaczęto tłumaczyć literaturę na malawijski język migowy. Od tego czasu przetłumaczono na ten język 34 publikacje. W 2021 roku 21 osób działało w pięciu zespołach tłumaczy. W styczniu 2022 roku zorganizowano akcję niesienia pomocy dla poszkodowanych przez burzę tropikalną Ana. W wyniku tego kataklizmu ucierpiało przeszło 30 000 Świadków Jehowy w Malawi i Mozambiku. Na pomoc humanitarną wydano przeszło 33 000 dolarów, a na naprawy i odbudowę domów — ponad 300 000 dolarów. W maju 2022 roku prowadzono ponad 87 000 bezpłatnych kursów biblijnych, a w październiku ich liczba wzrosła do ponad 130 000.
24 kwietnia 2022 roku Frank Madsen, członek Komitetu Oddziału w Malawi, ogłosił wydanie Chrześcijańskich Pism Greckich w Przekładzie Nowego Świata w języku chiyao. Nagrany wcześniej program został udostępniony przy użyciu telewizji satelitarnej oraz innych platform, w tym JW Box i JW Stream, do 148 000 odbiorców. Języka chiyao używa 2203 głosicieli w 45 zborach.
W lutym 2023 roku zorganizowano pomoc humanitarną dla poszkodowanych przez cyklon Freddy. 18 sierpnia 2023 roku podczas kongresu regionalnego pod hasłem „Okazujcie cierpliwość!” w Lilongwe, Kenneth Cook z Ciała Kierowniczego ogłosił wydanie zrewidowanego Pisma Świętego w Przekładzie Nowego Świata w języku czewa. Specjalnego przemówienia wysłuchało 77 112 osób na dwóch stadionach i w obiektach kongresowych. Program był transmitowany przez telewizję satelitarną „JW”. 138 000 głosicieli działa w 2345 zborach tego języka w Malawi, Mozambiku, RPA, Zambii i Zimbabwe.
5 lipca 2024 roku na kongresie regionalnym pod hasłem „Głośmy dobrą nowinę! w Lilongwe, Colin Carson z Komitetu Oddziału w Malawi ogłosił wydanie Chrześcijańskich Pism Greckich w Przekładzie Nowego Świata w malawijskim języku migowym. Jest to pierwsze pełne tłumaczenie Nowego Testamenty na malawijski język migowy, którym posługuje się 600 głosicieli należących do 16 zborów i 8 grup tego języka. Latem 2024 roku zorganizowano pomoc żywnościową głównie dla głosicieli poszkodowanych przez suszę.
W Malawi działają też misjonarze terenowi.